# شيرلي كين
شيرلي كين (بالإنجليزية: Shirley Cain)‏ هي ممثلة بريطانية، ولدت في 30 أبريل 1935.

## وصلات خارجية
- شيرلي كين على موقع IMDb (الإنجليزية)
- شيرلي كين على موقع قاعدة بيانات الفيلم (الإنجليزية)